# Xiphydria irrorata
Xiphydria irrorata is een vliesvleugelig insect uit de familie van de Xiphydriidae. De wetenschappelijke naam van de soort is voor het eerst geldig gepubliceerd in 1995 door Pesarini.